# أشلي وينهولد
أشلي وينهولد (بالإنجليزية: Ashley Weinhold) مواليد 20 يونيو 1989 في تكساس، الولايات المتحدة، هي لاعبة كرة مضرب أمريكية بدأت مسيرتها كمحترفة سنة 2007 تلعب باليد اليمنى وتحتل حالياً المرتبة رقم.480 (فبراير 2, 2015) في تصنيف رابطة محترفات كرة المضرب.

## روابط خارجية
- أشلي وينهولد على موقع رابطة محترفات التنس (الإنجليزية)
- أشلي وينهولد على موقع الاتحاد الدولي لكرة المضرب (الإنجليزية)
- أشلي وينهولد على موقع خلاصة التنس.كوم (الإنجليزية)
- أشلي وينهولد على موقع إي إس بي إن.كوم (الإنجليزية)